# Buona sera
Buona sera è un brano musicale di Louis Prima, composto da Carl Sigman e Peter DeRose. Il disco, pubblicato nel 1956, aveva raggiunto il numero uno nelle classifiche dei singoli in Belgio, Paesi Bassi e Norvegia, ed è al terzo posto nella classifica dei singoli più venduti di tutti i tempi nelle Fiandre tra il 1954 e il 2014, come pubblicato dall'organizzazione Ultratop..
Nel 1958 raggiunse il primo posto nella hit parade italiana..

## La versione italiana
Pubblicata nel 1958, con testo in italiano di Pinchi, Buonasera signorina di Fred Buscaglione, in breve tempo divenne un classico dello swing italiano..
Negli anni successivi fu reinterpretata da numerosi cantanti italiani fra i quali Celentano, Mina, Fred Bongusto, Paolo Belli, Jimmy Fontana. Di recente è stata cantata anche da Jovanotti.

## Nel cinema
Il brano fu inserito nella colonna sonora del film I magliari di Francesco Rosi (1959)